# Mühlau (Innsbruck)
Mühlau ist eine Katastralgemeinde, eine Fraktion (Ortschaft) und ein statistischer Stadtteil im Norden von Innsbruck.

## Geografie
Der Stadtteil liegt am Hang der Nordkette nördlich des Inn, als erstes der MARTHA-Dörfer an der alten Dörferstraße von Innsbruck nach Hall. Der Ortskern (Kirche) liegt auf 619 m ü. A. Der Mühlauer Bach fließt durch den Ort und mündet südlich davon in den Inn.

## Gliederung und statistische Daten
Das Gebiet der Katastralgemeinde und Ortschaft entspricht der bis 1938 selbstständigen Gemeinde Mühlau. Dazu gehören neben dem Dorf Mühlau Teile der heutigen Stadtteile Hungerburg, Olympisches Dorf und Gewerbegebiet Mühlau/Arzl. Die Katastralgemeinde grenzt im Westen an die Katastralgemeinde Hötting, im Norden und Osten an die Katastralgemeinde Arzl und im Süden (durch den Inn getrennt) an die Katastralgemeinden Innsbruck, Pradl und Amras.
Der statistische Stadtteil Mühlau ist deckungsgleich mit dem statistischen Bezirk (Zählbezirk) Mühlau-Dorf und hat eine Fläche von 149,4 ha, 2392 Einwohner und 384 Gebäude (Stand April 2014).
13,1 % der Bevölkerung sind jünger als 15 Jahre, 17,1 % älter als 65. Der Ausländeranteil beträgt 23,7 % (Stand 2013).

## Geschichte

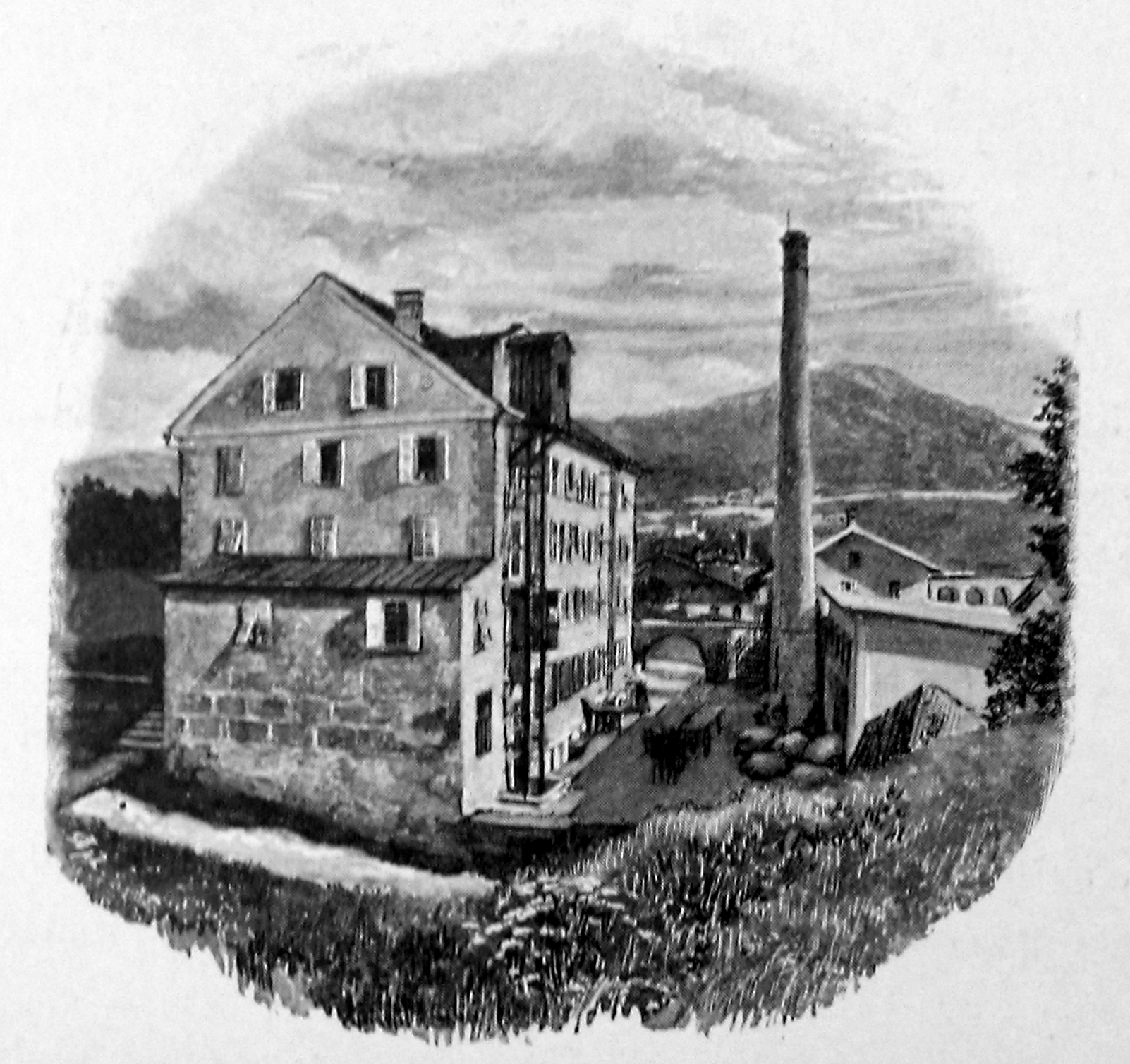
Spinnerei von Franz Baur’s Söhnen in Mühlau (vor 1900)

In Mühlau gefundene Gräber aus der Urnenfelderkultur der Späten Bronzezeit beweisen eine frühe Besiedelung des Gebiets. Erstmals erwähnt wurde es 1288 im landesfürstlichen Urbar Graf Meinhards II. als „Muelaenne“, Teil des Amtes Thaur. Bedeutender Grundbesitzer in Mittelalter und Früher Neuzeit war auch das Stift Wilten. Der Name leitet sich von den am Mühlauer Bach jahrhundertelang betriebenen Mühlen ab. Der Name Mühlau hat sich allerdings erst im 19. Jahrhundert in amtlichen Dokumenten durchgesetzt, davor war Mühlen gebräuchlich. Der heutige Stadtteil hat heute nichts mit einem Augebiet gemein.
Der Stadtteil hat eine lange Industrietradition aufzuweisen, unter anderem wurden in den Werkstätten Harnische sowie 17 der 28 Bronzestatuen der Innsbrucker Hofkirche gefertigt. Im 18. Jahrhundert wurde das metallverarbeitende Gewerbe zum Teil von Getreide- und Sägemühlen abgelöst. Seit Ende des 19. und Mitte des 20. Jahrhunderts wird das Wasser des Mühlauer Bachs und der Nordkette von verschiedenen Trinkwasser- und Elektrizitätswerken genutzt. Eines der bedeutenden Tiroler Unternehmen in Mühlau war Franz Baur’s Söhne.
Bereits 1581, unter Erzherzog Ferdinand II., wurde die erste Mühlauer Innbrücke errichtet, die eine bessere Verbindung von Innsbruck (insbesondere der Hofburg) mit Hall ermöglichen sollte. Die ursprüngliche Holzbrücke wurde 1838–1843 durch eine Kettenbrücke und 1937–1939 durch den heutigen Stahlbeton-Neubau ersetzt.
Ab 1900 verkehrte die erste elektrische Bahn Tirols – eine etwa 1 km lange Schmalspurbahn (Spurweite 760 mm) – von der alten Rauchmühle zur Umladestelle der Bundesbahn. Sie wurde 1919 wieder aufgelassen, weil die Rauchmühle an eine Stelle mit direktem Zugang zur Bundesbahn verlegt wurde. Einen Bahnhof hat Mühlau heute nicht mehr. Die nächsten Bahnhöfe sind der Hauptbahnhof Innsbruck und der Haltepunkt Rum.
Mühlau war bis 1746 ein Teil von Arzl und wurde im Zuge der Bildung von Großgemeinden unter der NS-Herrschaft 1938 nach Innsbruck eingemeindet.
Katholisch-kirchlich gehörte Mühlau ursprünglich zur Mutterpfarre Thaur, erhielt im Jahre 1786 eine eigene Lokalie und wurde 1891 zur selbstständigen Pfarre erhoben.
1877 wurde ein Steinmeteorit gefunden, der sich heute im Naturhistorischen Museum Wien befindet.

## Wappen

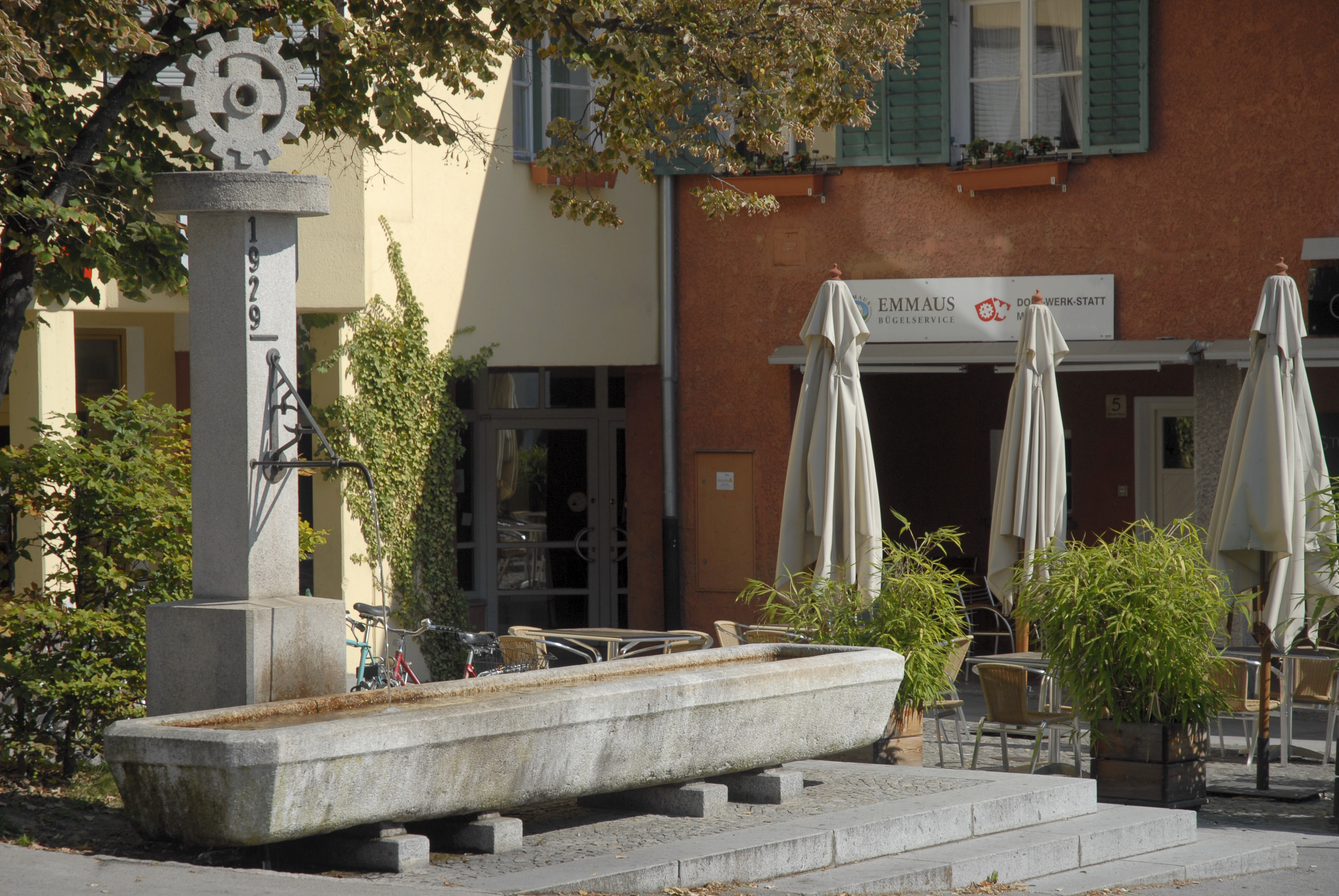
Dorfbrunnen mit dem Mühlrad

Mühlau führte bis zur Eingemeindung ein Wappen, das heute wieder als Stadtteilwappen im Gebrauch ist. Es zeigt als redendes Wappen in Rot ein silbernes Mühlrad. Von einer offiziellen Verleihung ist nichts bekannt, erstmals taucht das Wappen 1856 auf, damals ein helles Mühlrad auf blauem Grund. Ein Ölgemälde von 1900 (ehemals am Hochaltar der Mühlauer Pfarrkirche) zeigt erstmals das Mühlrad auf rotem Grund, allerdings nicht wie heute frei schwebend, sondern von Wasser angetrieben. Die bekannteste Darstellung ist das Mühlrad auf dem 1929 errichteten Dorfbrunnen. Das Mühlauer Wappen findet sich auch im Stadtteilwappen der Hungerburg wieder.

## Sehenswürdigkeiten

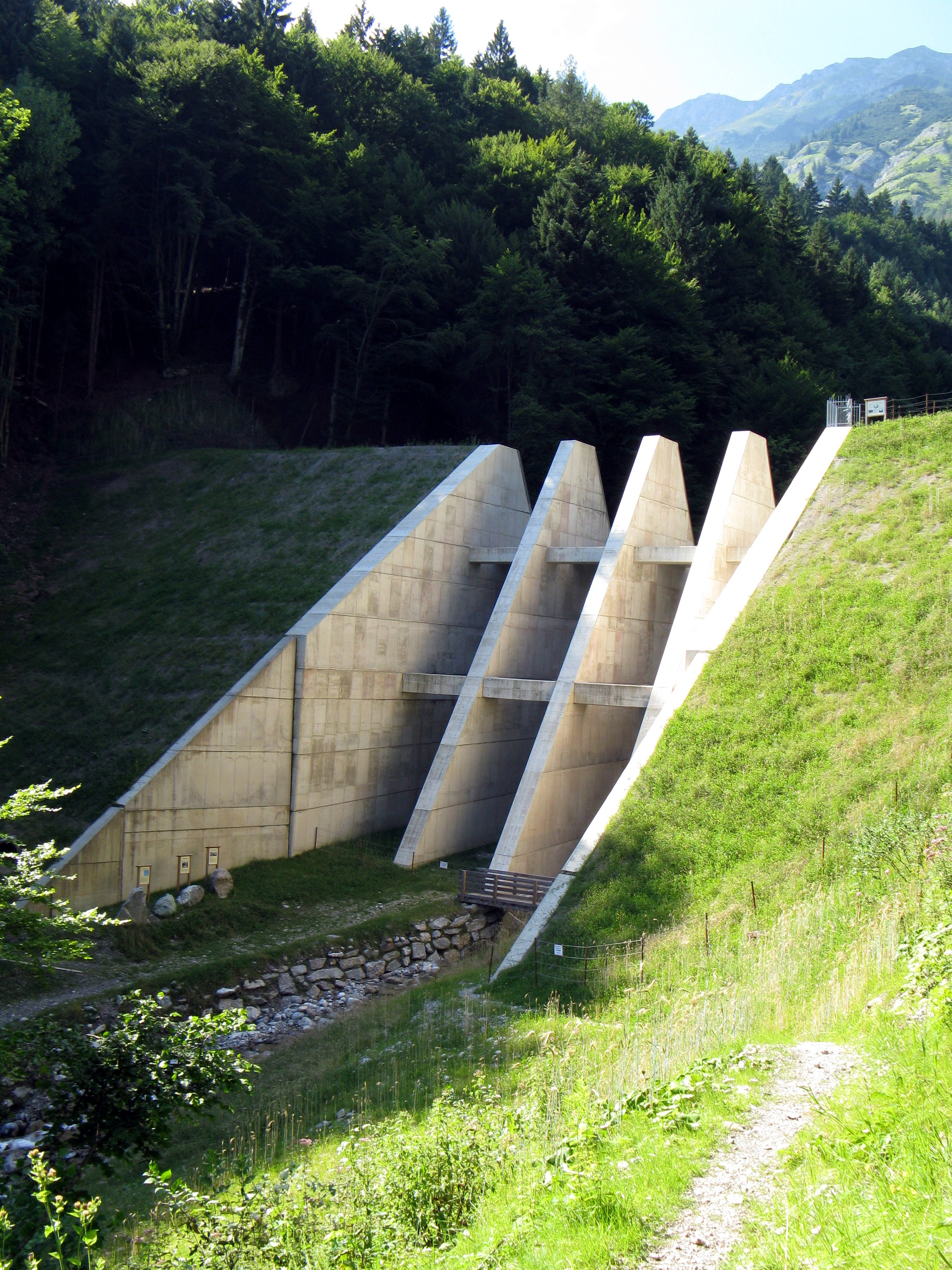
Wildbachverbauung am Mühlauer Bach

Siehe auch: Liste der denkmalgeschützten Objekte in Innsbruck-Mühlau
- Pfarrkirche hl. Leonhard: 1432 im gotischen Stil erbaut, 1748–1750 durch einen barocken Neubau ersetzt, dessen Außenform im 19. Jahrhundert verändert wurde
- Zu den ältesten Bauten Mühlaus zählt der Ansitz Sternbach der aus Bruneck im Pustertal stammenden Adelsfamilie von Sternbach.[9] Nach der Familie ist auch der Sternbachplatz benannt.
- Karmel St. Josef und St. Teresa: Das 1846 in Wilten gegründete Karmelitinnenkloster zog 2004 in einen von Margarethe Heubacher-Sentobe entworfenen Neubau oberhalb von Mühlau.

## Persönlichkeiten
Personen mit Beziehung zu Mühlau
- Thomas Riss (1871–1959), Maler, lebte von 1926 bis 1959 in Mühlau
- Ludwig von Ficker (1880–1967), Schriftsteller und Verleger; Förderer von Trakl, auf dem Mühlauer Friedhof begraben
- Georg Trakl (1887–1914), österreichischer Dichter des Expressionismus, auf dem Mühlauer Friedhof begraben

Söhne und Töchter
- Marx Treitzsaurwein (um 1450–1527), Privatsekretär Kaiser Maximilian I.
- Leonhard Lang (1843–1928), Papierhändler und Mäzen
- Karl Telch (1870–1953), Theologe
- Alfons Schnegg (1895–1932), Maler
- Walter Dejaco (1909–1978), Architekt, Bauleiter im KZ Auschwitz
- Walter Friedrich Haberlandt (1921–2012), Humangenetiker, Neurologe und Psychiater
- Charlotte Pfeiler (1923–2005), Architektin